# Miedniki Królewskie (gmina)

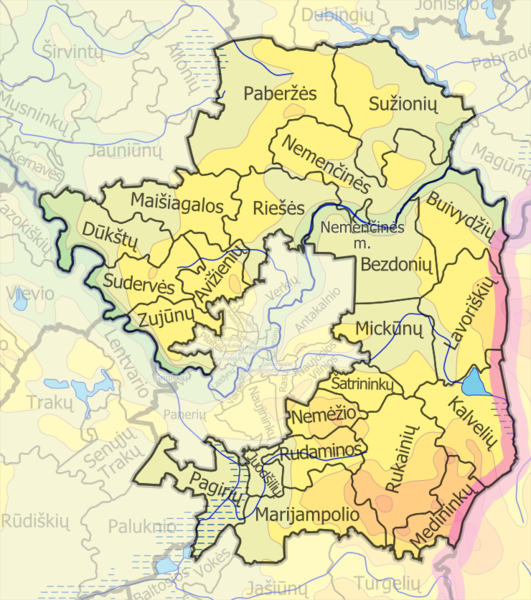
Gmina na mapie rejonu

Gmina Miedniki Królewskie – gmina w rejonie wileńskim okręgu wileńskiego na Litwie.
Ośrodek gminy – wieś Miedniki Królewskie (493 mieszkańców). Na terytorium jest 37 miejscowości, większe z nich: Podworańce (93 mieszkańców), Łajbiszki (56 mieszkańców), Kurhany (58 mieszkańców).

## Powierzchnia terenu
6 295,5 ha, z nich – 5 001 ha stanowią użytki rolne, 1 080 ha - lasy, 4,2 ha - zbiorniki wodne oraz grunty o innym przeznaczeniu.

## Ludność
Ludność gminy wynosi 1 140 osób.

## Skład etniczny (2011)
Według spisu z 2011 roku.
- Polacy - 79,6%
- Białorusini - 7,3%
- Litwini - 6,5%
- Rosjanie - 5,2%

## Infrastruktura
Na terytorium gminy znajdują się: poczta, szkoła średnia, filia Ławaryskiej Szkoły Podstawowej w Miednikach Królewskich, przedszkole, Dom Kultury, biblioteka, posterunek celny, punkt medyczny, kościół, cmentarz, 2 sklepy, 5 pawilonów handlowych, stacja paliwowa, pozostałości zamku w Miednikach, krzyże upamiętniające tragiczne wydarzenia 31 lipca 1991 r., pamiątkowy obelisk ku czci litewskiego króla Mendoga, posiadłość geologa Józefa Łukaszewicza w rodzinnych Bikiszkach, Góra Józefowa, rezerwat przyrody w Miednikach, rezerwat geomorfologiczny Józefowo.

## Przedsiębiorczość lokalna
Usługi świadczone dla mieszkańców.

## Historia
Miedniki Królewskie to jedna z najstarszych miejscowości w rejonie wileńskim. W 1311 r. lub nieco później został tu zbudowany potężny zamek obronny. W 1391 r. w Miednikach został zbudowany jeden z pierwszych kościołów. Zamek był letnią rezydencją księcia Kazimierza Jagiellończyka, mieszkali tu często synowie króla wraz ze swym wychowawcą Janem Długoszem. Uważa się, że tutaj spędził swoje lata młodzieńcze królewicz Kazimierz, później ogłoszony świętym - patronem Polski i Litwy. W 1655 r. w czasie wojny z Rosją zamek został częściowo zburzony. Miedniki także mocno ucierpiały w 1812 r., podczas najazdu cesarza Napoleona I na Rosję. W 1922 r. zostały wyświęcone fundamenty obecnego drewnianego kościoła. Kościół zbudowany w 1931 r., są w nim cenne obrazy, zaliczane do arcydzieł sztuki sakralnej. W 1989 roku na Górze Józefowej został umieszczony pamiątkowy obelisk ku czci litewskiego króla Mendoga. W 1991 roku w pobliżu Miednik bestialsko zamordowano 7 żołnierzy pogranicza i celników litewskich. Przy życiu pozostał tylko celnik Tomas Šernas.

## Miejscowości
W skład gminy wchodzi 34 wsi i 3 kolonie. Miejscowości w gminie Miedniki Królewskie:
| - Andreliszki - Białozorowszczyzna - Bojary - Bouszowszczyzna - Brzozówka - Bykówka - Dajnowo | - Dworce - Haraburdziszki - Jacuny - Józefowo - Katuciszki Małe - Kiejpuny | - Klenki - Kosinka - Kosinka I - Kosinka II - Kowale - Kurhany | - Lazanka - Łajbiszki - Łajbiszki Wielkie - Makuciszki - Miedniki Królewskie - Nowy Dwór | - Pikciuny - Podharaburdziszki - Podworańce - Pogóry - Rozdole - Słoboda | - Słobódka - Szakiszki - Szałkowo - Szutnie - Wojtkiszki - Woroniszki |